# الحاسوب الشخصي في الفصل
الحاسب الألي الشخصي في الفصل والمعروف رسميا بالتعليم الحكيم (eduwise)، هو مدخل شركة إنتل العالمية لسوق الحواسيب الشخصية منخفضة التكلفة للأطفال في الدول النامية. وهو مماثل في كثير من النواحي لمبادرة «حاسب محمول لكل طفل» التابعة للإتحاد التجاري لأجهزة الأطفال،  والتي لديها هدف تجاري مماثل. بالرغم من أنه تم صنعه بهدف الربح، فإن منتج الحاسب الألي الخاص بالفصل يعتبر مشروع لتكنولوجيا المعلومات والإتصالات من أجل التنمية. ويقع الجهاز ضمن فئة الـ«نت بوك».